# Lista de representantes da Bolívia ao Oscar de melhor filme internacional
Lista de filmes bolivianos concorrentes à indicação ao Oscar de melhor filme internacional (anteriormente conhecido como Oscar de melhor filme estrangeiro). A Bolívia inscreve filmes nessa categoria de premiação desde 1995. O prêmio é concedido anualmente pela Academia de Artes e Ciências Cinematográficas. Até o momento, nenhum filme boliviano conquistou a indicação ao Oscar.
A candidatura boliviana é definida pela Asociación de Cineastas Bolivianos (Asocine)

## Filmes inscritos
| Ano (Cerimônia)      | Título em português     | Título em inglês           | Título original            | Idiomas                   | Direção              | Resultado       |
| -------------------- | ----------------------- | -------------------------- | -------------------------- | ------------------------- | -------------------- | --------------- |
| 1995 (68ª cerimônia) | Jonás e a Baleia Rosada | Jonah and the Pink Whale   | Jonás y la ballena rosada  | Espanhol                  | Juan Carlos Valdivia | Não indicado    |
| 2003 (76ª cerimônia) | Dependência Sexual      | Sexual Dependency          | Dependencia sexual         | Espanhol, Inglês          | Rodrigo Bellott      | Não indicado    |
| 2005 (78ª cerimônia) |                         | Say Good Morning to Dad    | Di buen día a papá         | Espanhol                  | Fernando Vargas      | Não qualificado |
| 2006 (79ª cerimônia) | American Visa           | American Visa              | Visto americano            | Espanhol, Inglês          | Juan Carlos Valdivia | Não indicado    |
| 2007 (80ª cerimônia) |                         | Los Andes no creen en Dios | Los Andes no creen en Dios | Espanhol                  | Antonio Eguino       | Não qualificado |
| 2009 (82ª cerimônia) | Zona Sul                | Zona Sur                   | Zona Sur                   | Espanhol, Aimará          | Juan Carlos Valdivia | Não indicado    |
| 2014 (87ª cerimônia) |                         | Forgotten                  | Olvidados                  | Espanhol                  | Carlos Bolado        | Não indicado    |
| 2016 (89ª cerimônia) | Carga Sellada           | Sealed Cargo               | Carga Sellada              | Espanhol                  | Julia Vargas-Weise   | Não indicado    |
| 2017 (90ª cerimônia) | Viejo calavera          | Dark Skull                 | Viejo Calavera             | Espanhol                  | Kiro Russo           | Não indicado    |
| 2018 (91ª cerimônia) | Muralla                 | The Goalkeeper             | Muralla                    | Espanhol                  | Rodrigo Patiño       | Não indicado    |
| 2019 (92ª cerimônia) | Tu me manques           | Tu me manques              | Tu me manques              | Espanhol                  | Rodrigo Bellott      | Não indicado    |
| 2020 (93ª cerimônia) | Chaco                   | Chaco                      | Chaco                      | Espanhol, Aimará, Quíchua | Diego Mondaca        | Pendente        |